# Pylade (mythologie)
Pour les articles homonymes, voir Pylade.

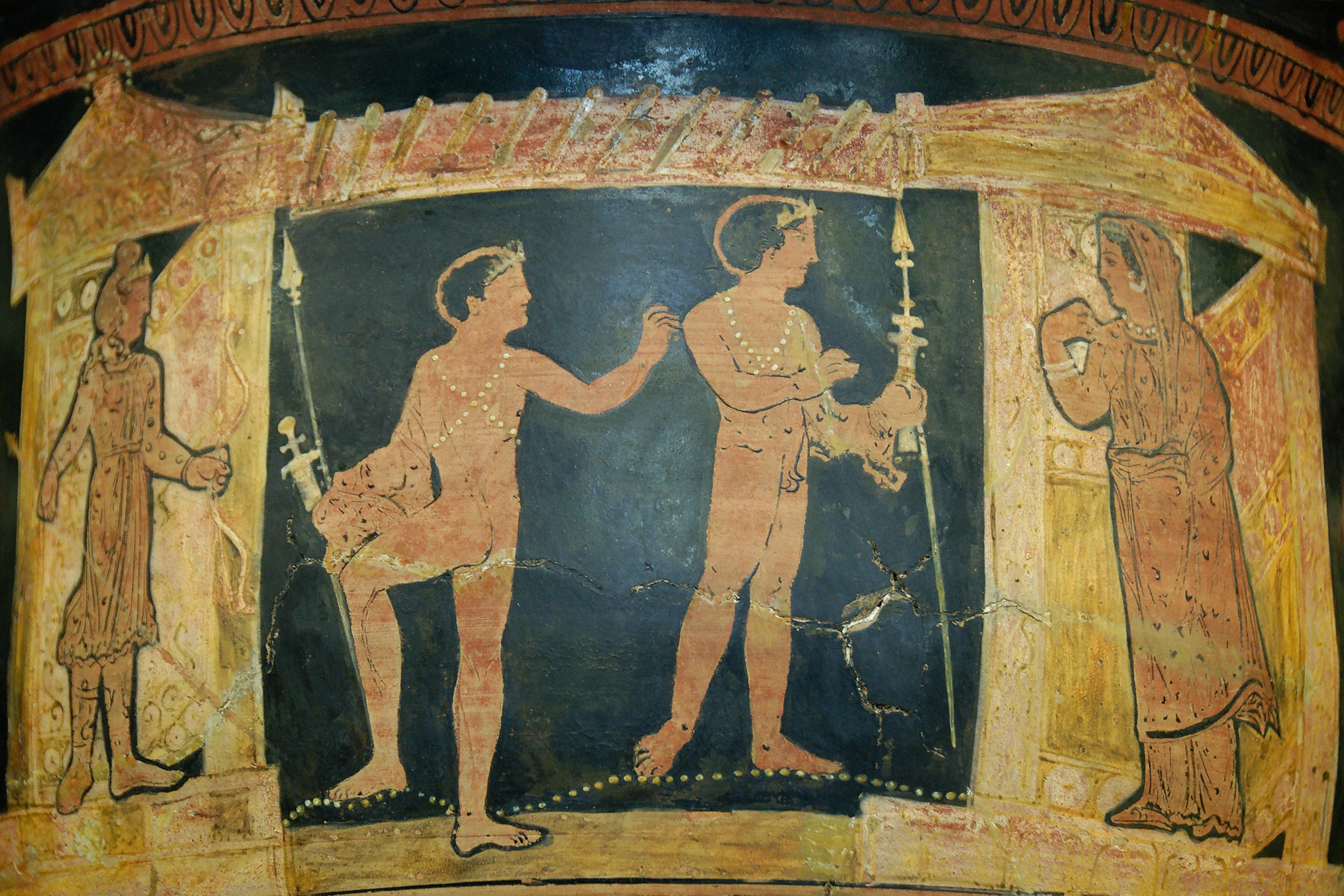
Oreste et Pylade en Tauride, cratère campanien à figures rouges, v. 330–320 av. J.-C., musée du Louvre

Dans la mythologie grecque, Pylade (en grec ancien Πυλάδης / Pyládês ) est fils de Strophios (roi de Phocide) et d'Anaxibie (sœur d'Agamemnon). Il est donc le cousin d'Oreste.

## Mythe

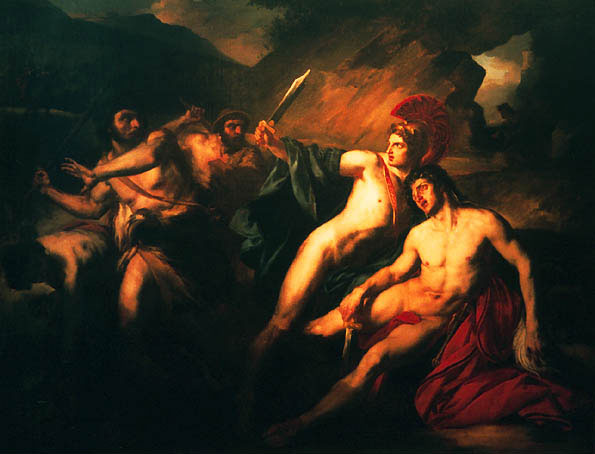
Pylade et Oreste de François Bouchot. Pylade protège Oreste en utilisant son sortilège de folie.

Pylade a vécu chez Oreste après le meurtre de son père Strophios par Agamemnon. L'amitié qui unit les deux héros est si fidèle qu'elle deviendra proverbiale. Selon d'autres sources, ce serait après l'assassinat d'Agamemnon qu'Oreste alla vivre chez le père de Pylade, se liant d'amitié avec son cousin.
Pylade est l'un des instigateurs du meurtre de sa tante Clytemnestre ; mais il n'abandonne pas son ami quand celui-ci, après avoir tué sa mère Clytemnestre, est frappé de démence et poursuivi par les Érinyes. Pylade est finalement récompensé de son dévouement : Oreste, devenu roi d'Argos, lui accorde sa sœur Électre, de qui il a deux fils : Médon et Strophios.
Toujours fidèle à Oreste, il part avec lui en Tauride pour l'aider à calmer ses tourments en dérobant une statue d'Artémis, selon une prophétie de l'oracle de Delphes. Là-bas, ils retrouvent Iphigénie, autre sœur d'Oreste, qu'ils ramènent en Grèce.

## Évocations artistiques
- Iphigénie en Tauride est une tragédie grecque d’Euripide créée en 414 av. J.-C.
- Andromaque, tragédie française de Racine.
- Oreste, opéra pasticcio de Haendel
- Iphigénie en Tauride, tragédie allemande de Goethe.
- Iphigénie en Tauride, opéra français de Gluck.
- L'Orestie, trilogie tragique d'Eschyle
- Le Voyage de Baudelaire
- Pylade, pièce de Pier Paolo Pasolini
- À l'Ombre des Maris, chanson de Georges Brassens
- La messe de l'athée et Les petits bourgeois de Honoré de Balzac

### Sources
- Pseudo-Apollodore, Épitome [détail des éditions] [lire en ligne] (II, 16 ; VI, 13-14 et 24-28).
- Eschyle, Euménides [détail des éditions] [lire en ligne].
- Euripide, Andromaque [détail des éditions] [lire en ligne], Électre [détail des éditions] [lire en ligne], Oreste [détail des éditions] [lire en ligne].
- Hygin, Fables [détail des éditions] [(la) lire en ligne] (CCLVII).
- Pausanias, Description de la Grèce [détail des éditions] [lire en ligne] (II, 16, 7 ; II, 18, 6 ; II, 29, 4).
- (en) Retours [détail des éditions] [lire en ligne].
- Sophocle, Électre [détail des éditions] [lire en ligne].